# Florence Crauford Grove
Florence Crauford Grove (1838-1902, sem informações mais precisas) foi um alpinista britânico que realizou a primeira ascensão do  Monte Elbrus no Cáucaso.
Alpinista de renome tanto nos Alpes como no Cáucaso, fazia-se frequentemente acompanhar pelo guia de alta montanha Melchior Anderegg.
No Cáucaso atinge o cume do  Monte Elbrus a 5642 m de altitude, e descreve essa aventura num livro publicado em 1875, The Frosty Caucasus. Curiosamente o título aparece na peça  Le titre provient de la pièce Richard II (acto I cena 3) de William Shakespeare : "lang-en|O, who can hold a fire in his he by thinking on the frosty Caucasus ?" (Oh, quem pode manter uma brasa na mão a pensar nos gelos do Cáucaso ?).

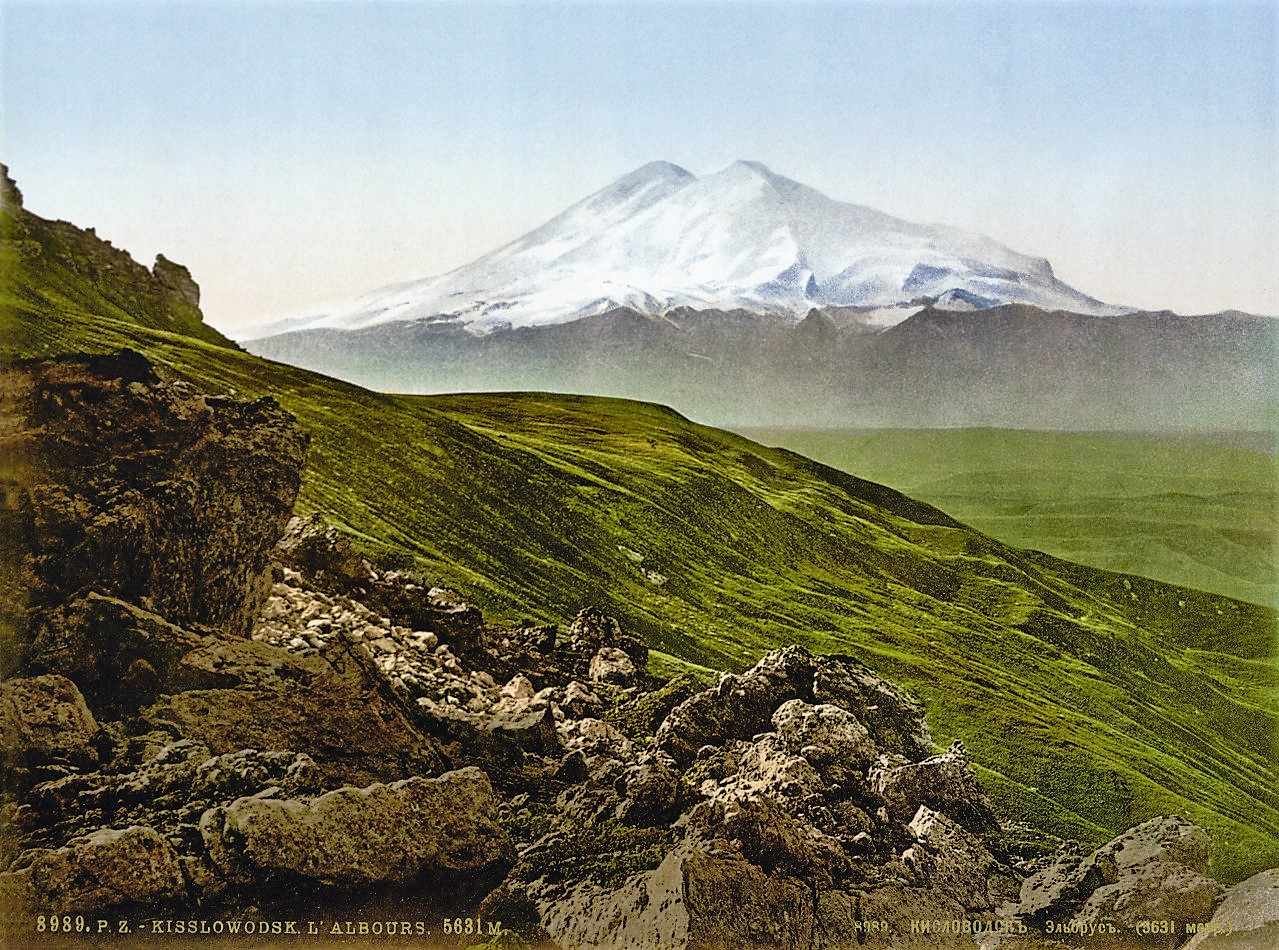
Mounte Elbrus no Cáucaso

## Ascensões
- 12 de agosto de  1863: Dent d'Hérens (4 171 m) com Reginald S. Macdonald, Montagu Woodmass e William Edward Hall e guias Melchior Anderegg e Peter Perren
- 16 de agosto de  1863: Parrotspitze (4 432 m) com Reginald S. Macdonald, Montagu Woodmass, William Edward Hall, e guias Melchior Anderegg e Peter Perren
- 22 de agosto de 1864: Zinalrothorn (4 221 m), com Leslie Stephen e guias Anderegg; Jakob Anderegg e Melchior Anderegg
- 1874: cume oeste do Monte Elbrus (5 642 m), que é a primeira ascensão chefiada por Grove, e composta por Frederick Gardner, Horace Walker, Peter Knubel e o guia  Ahiya Sottaiev.